# Hawker Tempest
Гоукер Темпест (англ. Hawker Tempest) — британський одномісний винищувач виробництва авіакомпанії Hawker Aircraft Ltd. часів Другої світової війни. Висотний винищувач-перехоплювач створений на базі винищувача-бомбардувальника Hawker Typhoon.

## Історія створення

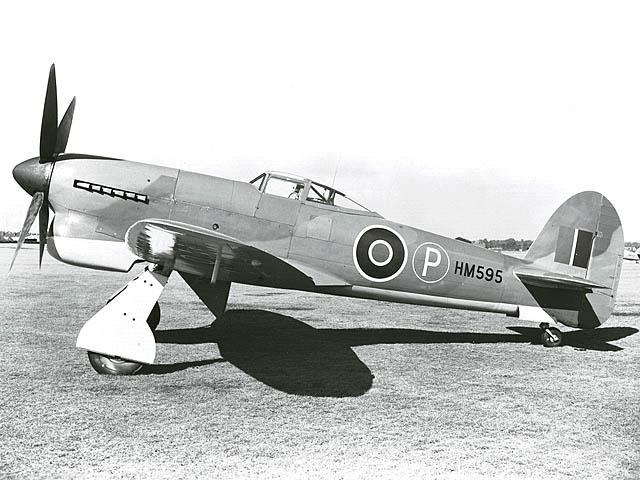
Прототип Tempest Mk.I з хвостовою частиною від «Тайфуну».

На початку війни Британські ВПС мали надзвичайну потребу в висотних перехоплювачах, але перші варіанти Hawker Typhoon мали погану швидкість набору висоти і були переведені в роль винищувача-бомбардувальника. Проте потреба в перехоплювачах нікуди не ділась і в 1941 році Міністерство авіації запропонувало компанії Hawker доопрацювати свій літак і таки довести його до варіанту перехоплювача. Для зменшення опору повітря планувалось зменшити товщину крила на 13 см і перенести великий підфюзеляжний радіатор на крила.
Початковий дизайн з назвою Typhoon II запропонували міністерству і 18 листопада 1941 року було зроблено замовлення на виготовлення двох прототипів за специфікацією F.10/41. Специфікація передбачала серйозні зміни порівняно з «Тайфуном» і на початку 1942 року новий літак отримав свою назву «Темпест» (англ. Tempest).
Передбачені два прототипи мали використовувати двигуни Napier Sabre II і Sabre IV, а після відміни проєкту Hawker Tornado було вирішено замовити ще чотири прототипи з двигунами Bristol Centaurus і Rolls-Royce Griffon. І ще до першого польоту Міністерство авіації видало замовлення на виготовлення 400 літаків.
Першим в повітря здійнявся прототип Tempest Mk.V з двигуном Sabre II в серпні 1942 року під керуванням Філіпа Лукаса. Цей прототип все мав підфюзеляжний радіатор і запозичив хвостову частину від «Тайфуна». Хвіст довелося доробити, але тонше крило дозволило досягти необхідних характеристик і літак запустили в серію. Перший серійний літак здійнявся 21 червня 1943 року а загалом було виготовлено 805 літаків цієї модифікації.
Прототип Tempest Mk.I з двигуном Sabre IV здійнявся в повітря 24 лютого 1943 року і пізніше досягнув швидкості 750 км/год на висоті 7470 м. Проте двигун з нагнітачем страждав від постійних поламок і від цієї модифікації відмовились.
В жовтні 1942 року також було зроблене замовлення на 500 Tempest Mk.II з двигуном Centaurus. Перший прототип такого літака здійнявся в повітря тільки 28 червня 1943 року оснащений двигуном Centaurus IV, серійні літаки отримали двигун Centaurus V. Спочатку модифікація мала виготовлятись на заводах компанії Bristol, але там було виготовлено тільки 36 літаків, після чого виробництво повернули компанії Hawker.
Останньою серійною модифікацією став Tempest Mk.VI з двигуном Sabre V. Перший прототип цієї модифікації здійнявся в повітря 9 травня 1944 року як конвертація Tempest Mk.V. Зі змін також варто відзначити збільшення радіатора, перенесення карбюраторних повітрозабірників в крила і додавання ще одного масляного радіатора під крило. Також виготовлявся в тропічному варіанті для використання на Близькому сході.

## Модифікації

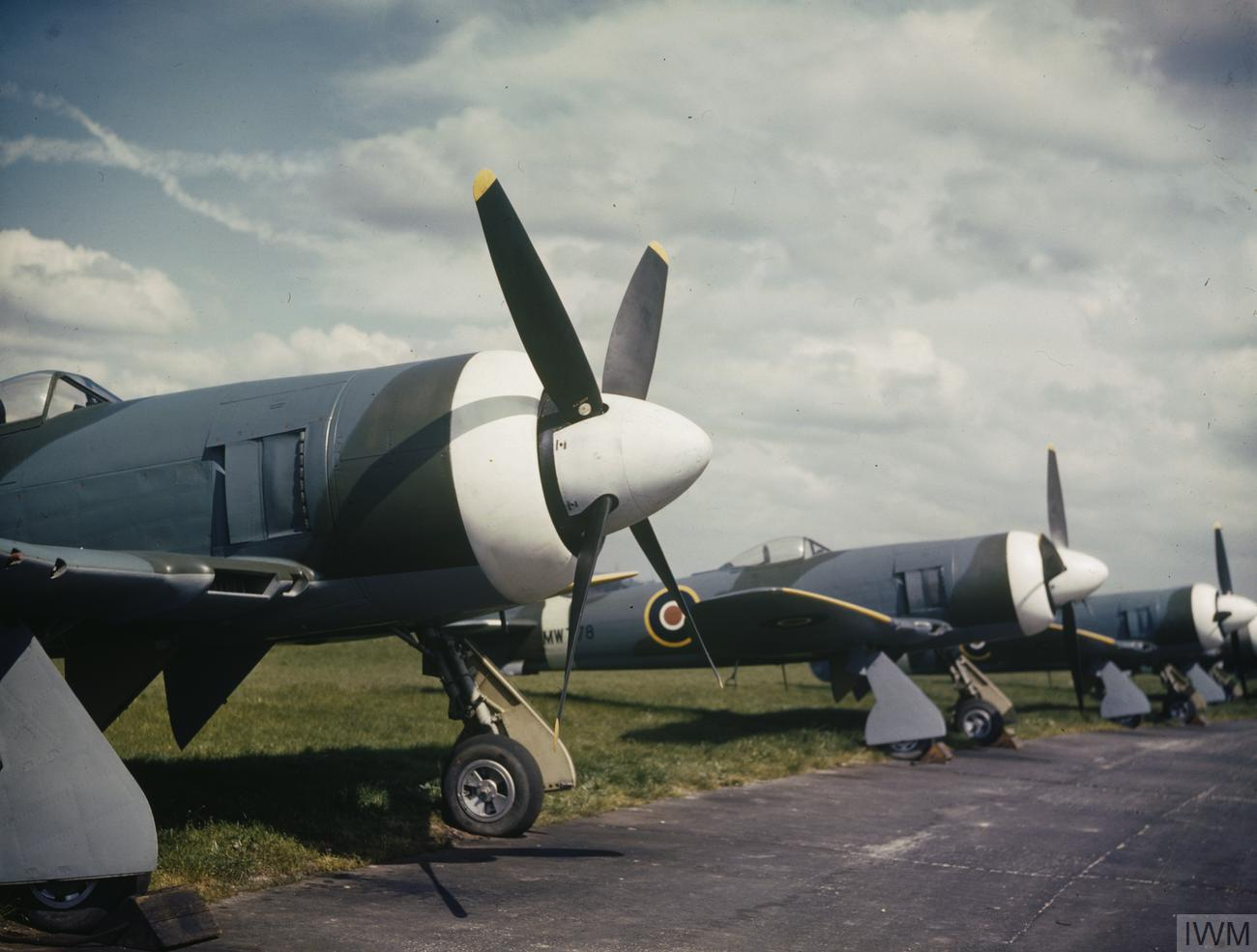
Перші серійні Tempest Mk.II

- Tempest Mk.I — варіант з двигуном Sabre IV. (1 прототип)
- Tempest Mk.II — варіант з двигуном Bristol Centaurus V (2520 к.с) (1 прототип)
  - Tempest F.II — звичайний винищувальний варіант з чотирма 20-мм гарматами (136 екз.)
  - Tempest FB.II — варіант винищувача бомбардувальника з підвісами для бомб чи ракет (314 екз.)
- Tempest Mk.III — варіант з двигуном Rolls-Royce Griffon IIB (1 прототип)
- Tempest Mk.IV — Mk.III з встановленим двигуном Rolls-Royce Griffon 61.
- Tempest Mk.V — варіант з двигуном Sabre II, підфюзеляжним радіатором і чотирма 20-мм гарматами British Hispano Mk.V (в перших 100 літаків — British Hispano Mk.II) (805 екз. + прототип)
  - Temtest Mk.VD — експериментальний варіант з двома 40-мм гарматами під крилами. (1 екз.)
  - Tempest TT.5 — Mk.V перероблений в неозброєний буксир мішеней після війни
- Tempest F.VI — серійний варіант з двигуном Napier Sabre V (2340 к.с.)
  - Tempest TT.6 — Mk.VI перероблений в неозброєний буксир мішеней після війни

## Історія використання

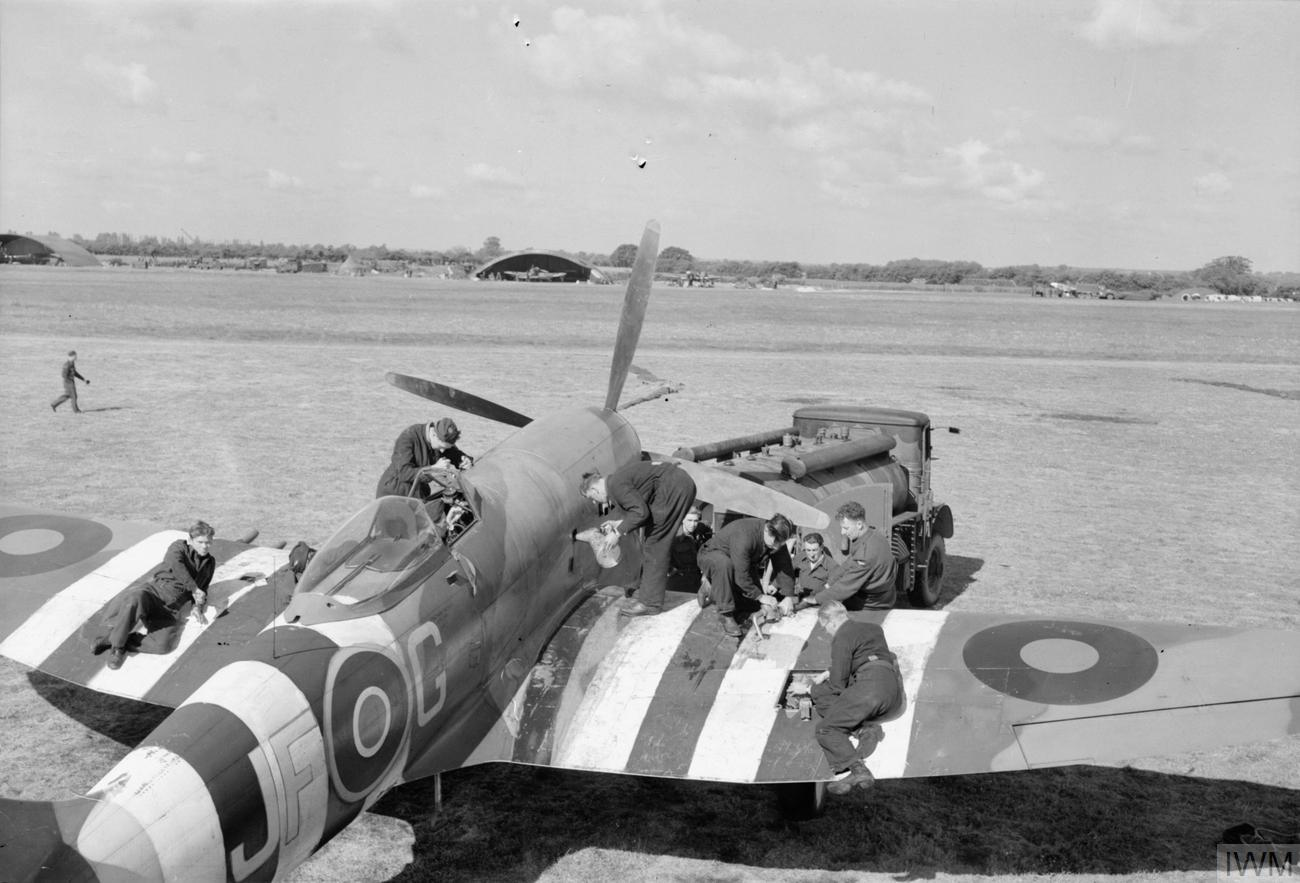
«Темпест» 3-ї ескадрильї під час підготовки до бойового вильоту. Кент, 12 червня 1944 року.

В військах «Темпест» з'явився в квітні 1944 року, коли перші 50 Mk.V надійшли в 85-у групу (3-я і 486-а ескадрильї) в Кенті. Згодом «Темпести» з'явились на озброєнні ВПС Нової Зеландії і 56-ї ескадрильї. Група була активна під час Нормандської операції, а після перших бомбардувань Британії ракетами Фау-1, групу перекинули на протидію бомбардуванням.
«Темпести» успішно протидіяли ракетним бомбардуванням, зокрема з 1847 ракет Фау-1 збитих з червня 1944 року до березня 1945 258 були збиті «Темпестами» 3-ї ескадрильї, а ще 223 — 486-ї ескадрильї. Окрім захисту Британських островів, «Темпести» використовувались як і звичайні винищувачі над фронтами в Франції і Бельгії. Зокрема на рахунку «Темпестів» 20 збитих німецьких реактивних винищувачів Me 262.
Після закінчення війни в Європі були плани перекинути 50 «Темпестів» в Малаю для протидії японським військам, але необхідна підготовка затягнулась і Японія капітулювала до цього. Винищувальні модифікації «Темпестів» залишались в активному користуванні до 1949 року, коли їх було замінено на реактивні De Havilland Vampire.

## Оператори
- Канада
- Індія — в 1947 році замовила 89 Tempest Mk.II тропічної модифікації.
- Нова Зеландія
- Пакистан — в 1948 році замовив 24 Tempest Mk.II тропічної модифікації.
- Велика Британія

## Тактико-технічні характеристики

Схематичне зображення винищувача Hawker Tempest

Дані з Consice Guide to British Aircraft of World War II

### Технічні характеристики
- Екіпаж: 1 особа
- Довжина: 10,26 м
- Висота: 4,9 м
- Розмах крила: 12,5 м
- Площа крила: 28,06 м²
- Маса порожнього: 4082 кг
- Максимальна злітна маса: 6142 кг
- Двигун: Napier Sabre IIA
- Потужність: 2180 к. с. (1626 кВт.)

### Льотні характеристики
- Максимальна швидкість: 686 км/год (на висоті 5640 м.)
- Практична стеля: 11 125 м
- Максимальна дальність польоту: 2462 км

### Озброєння
- Гарматне:
  - 4 × 20 мм гармати в крилах
- Підвісне:
  - 8 × 27 кг некерованих ракет
  - 2 × бомби (454 кг, 227 кг або 113 кг.)

## Відео
- World War II Fighters: Hawker Tempest [Архівовано 30 червня 2013 у Wayback Machine.]
- Hawker Tempest gun camera [Архівовано 17 березня 2011 у Wayback Machine.]
- Hawker Tempest V recognition film [Архівовано 29 липня 2013 у Wayback Machine.]